# 八百壮士 (1938年电影)
《八百壮士》（英語：800 Heroes），是一部在1938年上映的中國戰爭片，由遷到重慶的中國電影製片廠攝製，國民政府軍事委員會政治部監製。应云卫執導，袁牧之、陈波儿、洪虹等主演。該片曾在英屬香港、缅甸、菲律宾、法国、瑞士等播出，引發廣大迴響。本片是无声电影，但戰士們唱《松花江上》時有少量人聲。目前仅存残片。

## 劇情
片頭交代到：日本帝國主義夢想征服世界，必先征服我國，遂於1937年7月7日製造盧溝橋事件，大舉來侵，暴露牠獸性的行為。1937年8月13日，大日本帝国侵略中華民國上海市，国民革命军第88师524團團長谢晋元帶領480名青年軍官「八百壮士」守護四行仓库。女童軍楊惠敏冒著危險送來一面國旗振奮軍人士氣，同時送食物、藥物直到撤退。

## 演員
| 演员   | 角色   | 备注                      |
| 袁牧之 | 謝晉元 | 国民革命军第88师524團團長 |
| 陈波儿 | 楊惠敏 | 女童軍                    |
| 洪虹   |        |                           |